# Hylopetes sipora
Hylopetes sipora är en däggdjursart som beskrevs av Frederick Nutter Chasen 1940. Hylopetes sipora ingår i släktet Hylopetes och familjen ekorrar. IUCN kategoriserar arten globalt som starkt hotad. Inga underarter finns listade i Catalogue of Life.
Denna flygekorre lever endemisk på Sipura som tillhör Mentawaiöarna. Arten vistas i ursprungliga skogar i låglandet.